# ГАЕС Yíxìng
ГАЕС Yíxìng (宜兴抽水蓄能电站) — гідроакумулювальна електростанція на сході Китаю у провінції Цзянсу.
Станція знаходиться на правобережжі нижньої течії Янцзи, у районі, де над рівниною деінде підносяться останні кряжі південних гір. Саме це надало можливість для створення гідроакумулювальної схеми зі значним (понад чотири сотні метрів) перепадом висот. При цьому обидва резервуари ГАЕС пов'язані з горою Тонгуан — складовою гірського масиву, розташованого західніше від третього за величиною прісного озера країни Тайху.
Верхню водойму створили на вершині гори за допомогою кам'яно-накидної греблі із бетонним облицюванням висотою 75 метрів, довжиною 495 метрів та шириною по гребеню 8 метрів. Разом із допоміжною бетонною спорудою висотою 5 метрів та довжиною 220 метрів, вона утримує сховище з об'ємом 5,4 млн м3 (корисний об'єм 4,6 млн м3) та коливанням рівня поверхні в операційному режимі між позначками 428,6 та 471,5 метра НРМ (під час повені до 472,1 метра НРМ).
Розташований біля підніжжя гори нижній резервуар створили за допомогою кам'яно-накидної греблі із глиняним ядром висотою 51 метр, довжиною 483 метри та шириною по гребеню 8 метрів. Вона утримує водосховище з об'ємом 5,9 млн м3 (корисний об'єм 4,6 млн м3) та коливанням рівня поверхні в операційному режимі між позначками 57 та 81 метр НРМ (під час повені до 81,6 метра НРМ).
Резервуари розташовані на відстані 2,2 км один від одного та з'єднані з розташованим поміж ними підземним машинним залом розмірами 155х22 метра та висотою 52 метри. Тут встановили чотири оборотні турбіни типу Френсіс потужністю по 250 МВт, які використовують напір від 339 до 411 метрів (номінальний напір 363 метри), а в насосному режимі забезпечують підйом на висоту від 352 до 420 метрів. Станція має проєктний річний виробіток 1490 млн кВт·год електроенергії при споживанні для закачування 1960 млн кВт·год.